# Economía participativa
La economía participativa —conocida como ParEcon (Participatory economics) por su acrónimo inglés— es un sistema económico propuesto que usa una toma de decisiones participativa como mecanismo económico en una sociedad dada. Propuesto como alternativa liberal a las economías de mercado capitalistas vigentes, y también al socialismo de planificación central, y ante la necesidad de aplicación presente de los principios y aspectos constructivos del anarquismo: autogestión y federalismo en las empresas. Surgió del trabajo del activista y teórico político Michael Albert, y del economista Robin Hahnel, en las décadas de 1980 y 1990.

Creo que el propio parecon es un proyecto económico anarquista, porque realiza funciones económicas deseables, de manera de incorporar rápidamente la influencia y el envolvimiento de cada persona. El parecon no posee jerarquías fijas ni estructura de clases. Genera, no solo participación y justicia en los resultados sociales y materiales, sino también autogestión real, que es claramente objetivo del anarquismo. Debo pensar, en otros términos, que los anarquistas no deben hallar el parecon simplemente adecuado, sino verlo como un compañero muy próximo de sus aspiraciones.
Michael Albert

La idea de la economía participativa o parecon fue construida mezclando parte de los conceptos anarquistas colectivistas, del cooperativismo, parte de los conceptos de otras corrientes socialistas de cuño libertario, como es el caso de los comunistas consejistas, y desarrolla características propias, profundizando o modificando algunas de las tradiciones clásicas.

## Valores
Los valores de la economía participativa parten de una premisa libertaria que busca fomentar la equidad, la solidaridad, la diversidad y la autogestión de los trabajadores, y el equilibrio ecológico. Propone para estos fines los siguientes principios e instituciones:
- consejos de productores y de consumidores autogestionados en su toma de decisiones,
- complejos equilibrados de trabajo,
- remuneración de acuerdo con el esfuerzo y el sacrificio, y
- planificación participativa

Los defensores de parecon dicen que, la intención es que los cuatro ingredientes principales de parecon deben ser aplicadas con un mínimo de jerarquía y un máximo de transparencia en todos los debates y la toma de decisiones. Este modelo está diseñado para eliminar el secreto en la toma de decisiones económicas, y en su lugar alentar la cooperación amistosa y el mutuo apoyo.

### Características
Las discusiones en torno de ese proyecto son bastantes grandes y hay contribuciones significativas a la cuestión sobre el funcionamiento de la sociedad participativa. El parecon defiende una estructura de consejos democráticos de trabajadores y consumidores que permitirían una forma diferenciada de toma de decisiones, en varios niveles, sustentada por la autogestión. Hay otro eje central, en la propuesta del parecon, que es la creación, de complejos balanceados de tareas, lo que permitiría acabar con la separación entre el trabajo manual y el intelectual. En el centro de la discusión del parecon, hay todavía, todo un debate, en torno de economía, propiedad privada, remuneración, distribución, producción, consumo, eficiencia, productividad, creatividad, innovaciones, entre otros temas.

## Historia
Hanhel era un estudiante en Harvard cuando conoció a Albert, quien estaba estudiando en el MIT. Durante el curso de las casi tres décadas el dúo formado por ambos produjo siete libros. Entre los primeros trabajos estaba "marxismo y teoría socialista", una evaluación de la teoría marxista y marxista-leninista que subrayaron lo que ellos creyeron como fallos.
En 1991, mientras el bloque soviético se hundía y el capitalismo emergía triunfante, Albert y Hahnel publicaron "La economía política de la economía participativa", un modelo de economía basado en la asignación de recursos por medio de la democracia participativa dentro de un marco integrado de consejos de producción y consumo, que fue propuesta como alternativa al capitalismo contemporáneo, un estado central socialista y el socialismo de mercado. En los años subsiguientes, ambos autores completaron los huecos en su visión y discutieron posibles instituciones complementarias, tanto políticas como culturales, y replicaron a muchos de sus críticos.

## Observaciones económicas
Albert y Hahnel arguyeron que si bien aquellos aspectos de la teoría marxista rechazando las instituciones de propiedad privada y mercados del capitalismo actual estaban bien fundados, otros aspectos de la doctrina marxista-leninista eran total o parcialmente erróneos y a menudo constituían obstáculos para la lucha por la justicia social:
- Prejuicios
- Metodología dialéctica
- Materialismo histórico
- Conceptos de clase
- Teoría del valor del trabajo
- Teoría de crisis y rechazo del pensamiento visionario
- Valores y tendencias autoritarios

Subsecuentemente produjeron "Socialismo hoy y mañana", que fue un análisis del entonces reinante socialismo en la Unión Soviética, China y Cuba, así como un esbozo de un marco teórico alternativo para el socialismo.
Su estudio técnico de la corriente mayoritaria de la economía del bienestar "Una revolución silenciosa en la economía del bienestar" denunciaba crisis profunda de la teoría económica del bienestar. La obra fue originalmente publicado por Princeton, pero no disfrutó de amplia distribución. El interés del libro impulsó su publicación en internet.(en inglés). El argumento de que la mano invisible del mercado produce eficiencia social es rechazado por ser considerado por Hahnel productor de rendimientos decrecientes y frustra más que facilita avances en análisis de los procesos laborales, externalidades, bienes públicos, desarrollo preferencial y estructuras institucionales.
La solución socialista tradicional de empresa pública combinada con asignación de los recursos centralizada y planificada fue considerada por Hahnel insuficiente. En conclusión Hahnel y Albert arguyen: clarificando las deficiencias de los modelos tradicionales se abre un camino para paradigmas alternativos. Las ineficiencias significativas de la economía de mercado y la economía planificada ortodoxa (y otras subvariantes) requieren la reorganización de las instituciones de producción y consumo, así como la búsqueda de mecanismos de asignación que permiten a la racionalidad del individuo informado ser completamente consistente con la racionalidad social. El siguiente paso fue la formulación de la visión completa relativamente detallada de una economía basada en la planificación democrática y participativa. 